# Volvo Business Services
Volvo Business Services Aktiebolag (VBS) är ett helägt dotterbolag inom AB Volvo med verksamhet i Sverige (Göteborg), Polen (Wroclaw), Frankrike (Lyon), Brasilien (Curitiba), och USA (Greensboro i North Carolina).
Volvo Business Services tillhandahåller tjänster inom personal och ekonomisk administration för Volvokoncernens bolag. Verksamheten omfattar bland annat personaladministration och finansiell administration.